# 圣若昂-杜帕库伊
圣若昂-杜帕库伊是巴西米纳斯吉拉斯州的一个市镇。总面积420.462平方公里，总人口4003人，人口密度9.5人/平方公里。